# Naraka

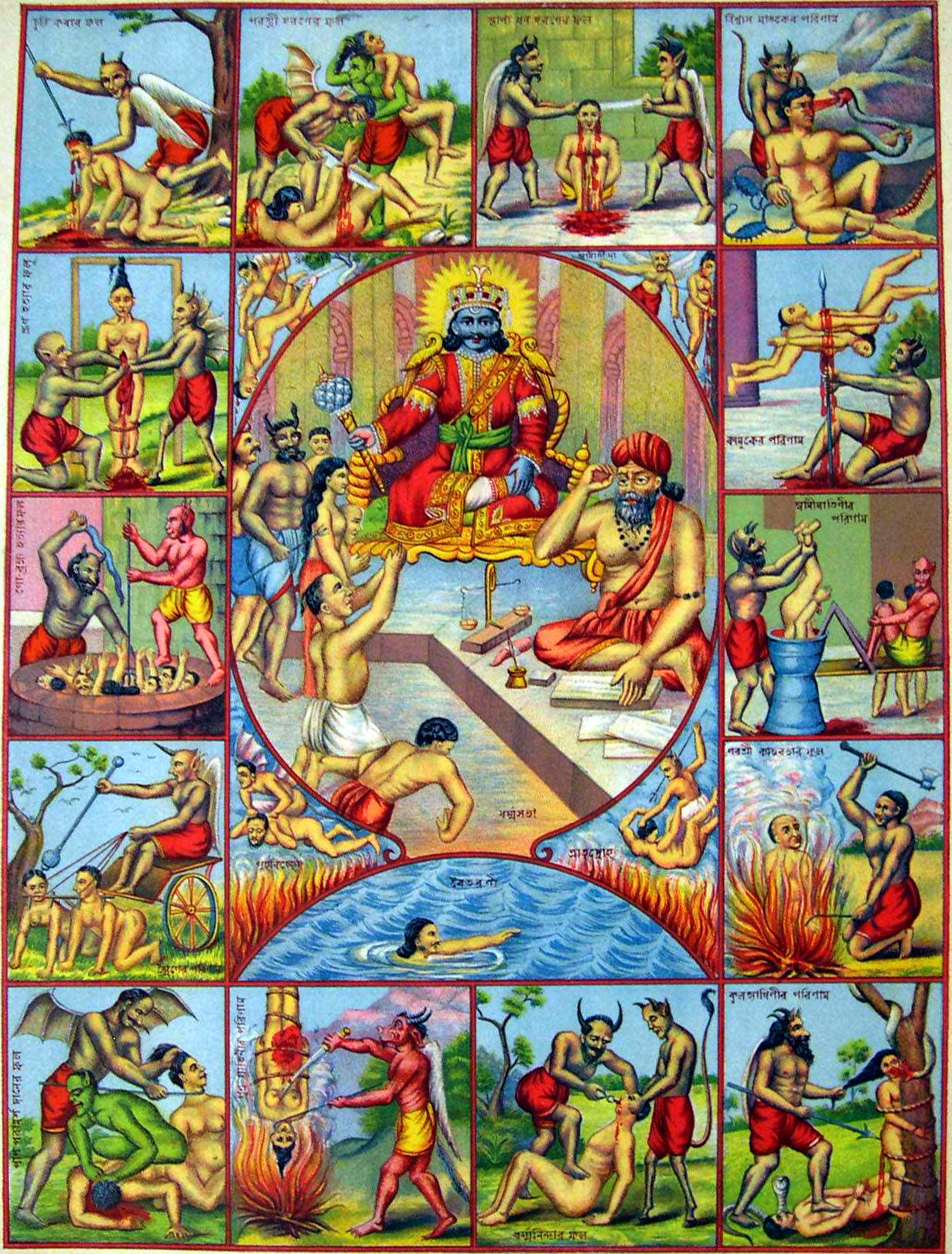
Piekło w hinduizmie: w środku bóg śmierci, Jama podczas pośmiertnego sądu

Naraka – w religiach dharmicznych zbiorcze określenie wielu piekieł. Różne teksty podają różne ich nazwy. Również liczba tych krain piekielnych jest zmienna. Tradycja braministyczna podaje ich 21, w buddyzmie mahajana – 34. Według tych tradycji, istnieje wiele klas piekieł: gorące, zimne, z ranami, z bólem zębów itd. W istocie krainy piekielne są symbolicznym przedstawieniem cierpienia doświadczanego w ciągu życia.

## Buddyzm
Buddyści uważają, że istnieją 34 naraki (tzw. piekieł). Niektóre z nich odpowiadają piekłom braministycznym: 8 gorących, 8 zimnych i 8 mrocznych, zaś pozostałe 10 określane są mianem lokantarika.